# Station Klein Tuchen
Station Klein Tuchen was een spoorwegstation in de Poolse plaats Tuchomko.